# Trevor Peacock
Trevor Edward Peacock (* 19. Mai 1931 in Edmonton, London, England; † 8. März 2021 in Yeovil, Somerset, England) war ein britischer Schauspieler, Theaterschaffender, Drehbuchautor und Songwriter.

## Leben
Peacock wurde am 19. Mai 1931 in Edmonton als Sohn von Alexandria und Victor Peacock geboren. Bevor er Schauspieler wurde, unterrichtete er als Lehrer in North London, unter anderem an der Cuckoo Hall School in seiner Geburtsstadt und an der Carterhatch Junior School in Enfield. In erster Ehe war er ab 1957 mit Iris Jones verheiratet. Aus dieser Ehe stammt der Schauspieler Daniel Peacock. In zweiter Ehe war er ab 1979 mit der Schauspielerin Tilly Tremayne verheiratet. 1978 kam der gemeinsame Sohn Harry Peacock zur Welt. Außerdem hatte Peacock zwei weitere Töchter. Er war Anhänger des englischen Fußballvereins Yeovil Town.
In der Filmindustrie machte Peacock seine ersten Schritte als Drehbuchautor. So verfasste er Drehbücher für mehrere Episoden verschiedener Fernsehserien. Sein größtes Werk war dabei die Serie Six-Five Special, für die er 1957 und 1958 für 52 Episoden als Drehbuchautor verantwortlich war. 1965 schrieb er das Drehbuch für Wer einen Tiger reitet, war daneben aber auch als Filmkomponist tätig. Anfang der 1960er Jahre war er als Schauspieler dann auch vor der Kamera zu sehen. Peacock sammelte außerdem Erfahrungen als Bühnenschauspieler. Er verfasste daneben auch eigene Stücke. Für die Dokumentation Jimi Hendrix: The Guitar Hero schrieb er einige Soundtracks.
2009 wurde bei ihm Demenz diagnostiziert. Seine letzten Jahre verlebte er in East Coker in der Grafschaft Somerset. Er verstarb am 8. März 2021 im Alter von 89 Jahren.

## Filmografie (Auswahl)

### Schauspieler
- 1961: What a Whopper
- 1963: Herbst in London N 16 (The Barber of Stamford Hill)
- 1971: Catch Me a Spy
- 1972: Die große Liebe der Lady Caroline (Lady Caroline Lamb)
- 1990: Hamlet
- 1991: Die Juwelenjagd (Bejewelled, Fernsehfilm)
- 1991: Die Strauß-Dynastie (The Strauss Dynasty)
- 1993: Der Prozeß (The Trial)
- 1994–2015: The Vicar of Dibley (Fernsehserie, 26 Episoden)
- 1996: Inspektor Fowler – Härter als die Polizei erlaubt (The Thin Blue Line, Fernsehserie, Episode 2x03)
- 1997: Rosanna’s letzter Wille (Roseanna’s Grave)
- 1999: A Christmas Carol – Die Nacht vor Weihnachten (A Christmas Carol, Fernsehfilm)
- 1999: Ein Hauch von Sonnenschein (The Taste of Sunshine)
- 2007: Die Gebrüder Weihnachtsmann (Fred Claus)
- 2012: Quartett

### Drehbuch
- 1957: The Grove Family (Fernsehserie, 2 Episoden)
- 1957–1958: Six-Five Special (Fernsehserie, 52 Episoden)
- 1958: The Sky Larks (Fernsehserie, 13 Episoden)
- 1958–1959: Oh Boy! (Fernsehserie, 9 Episoden)
- 1959: Putting on the Donegan (Fernsehserie)
- 1959: Boy Meets Girls (Fernsehserie, Episode 1x01)
- 1960: Wham!! (Fernsehserie, Episode 1x06)
- 1961: What a Whopper
- 1962: Play Your Hunch (Fernsehserie, 4 Episoden)
- 1962: De ordonnans
- 1963: Comedy Playhouse (Fernsehserie, Episode 3x02)
- 1965: Wer einen Tiger reitet (He Who Rides a Tiger)

## Theater (Auswahl)

### Schauspiel
- 1967: Estragon, Regie: Michael Elliott, Century Theatre, Manchester
- 1971: Titus Andronicus, Round House, London
- 1975: The Bewitched, Aldwych Theatre
- 1975: Henry V, Aldwych Theatre
- 1976: The Merry Wives of Windsor, Aldwych Theatre
- 1976: The Prince of Homburg, Regie: Casper Wrede, Royal Exchange, Manchester
- 1985: Death of a Salesman, Regie: Greg Hersov, Royal Exchange, Manchester

### Schaffender
- 1977: Leaping Ginger, Regie: Braham Murray, Royal Exchange, Manchester
- 1979: Cinderella, Regie: Anthony Bowles und Michele Hardy, Royal Exchange, Manchester
- 1982: Andy Capp, Regie: Braham Murray, Royal Exchange, Manchester
- 1985: Class K, Royal Exchange, Manchester
- 1986: Jack and the Giant, Regie: Mervyn Willis, Royal Exchange, Manchester